# اودانبورگ
شهر اودانبورگ (به فرانسوی: Oudenburg) در شهرستان اوستان در استان فلاندری غربی در منطقه فلاندری در کشور بلژیک واقع شده‌است.